# Dolna latarnia morska w Tallinnie
Dolna latarnia morska w Tallinnie (est. – Tallinna sihi alumine tuletorn) – latarnia morska w Tallinnie w ulicy Valge w  części miasta Lasnamäe. 
19 listopada 1999 roku latarnię wpisano na listę narodowych zabytków Estonii pod numerem 8764. Na liście świateł nawigacyjnych Estonii - rejestrze Urzędu Transportu Morskiego (Veeteede Amet) w Tallinnie - ma numer 251.
Latarnia została zbudowana w latach 1805-1806 na polecenie władz marynarki rosyjskiej w pobliżu koszar marynarki u wejścia do portu w Tallinnie. Po zbudowaniu w 1836 roku górnej latarni morskiej, w 1839 roku na istniejącym dwupiętrowym budynku dobudowano ośmiokątną drewnianą wieżę. Miało to na celu zwiększenie widoczności oraz zasięgu latarni także w czasie dnia. W 1861 oraz 1879 roku wymieniono w latarni reflektor na reflektor z soczewką Fresnela.
W czasie II wojny światowej latarnia została poważnie uszkodzona. W 1959 roku zostały wykonane główne prace rekonstrukcyjne. W 2000 roku latarnia została odnowiona i zrekonstruowana. Otaczające ją XIX wieczne zabudowania należące do kompleksu latarni (dom latarnika, dom obsługi, sauna i piwnica zachowały się w stanie prawie nienaruszonym.